# Cayos Dos Mosquises
Los cayos Dos Mosquises   (tambien llamados coloquialmente Domusqui) son dos cayos que forman parte del archipiélago Los Roques, administrativamente forman parte del territorio Insular Francisco de Miranda (Dependencias federales de Venezuela), y se encuentran localizados en las Antillas Menores en el mar Caribe. Tienen una superficie total de unas 30 hectáreas o 0,30 kilómetros cuadrados.

## Ubicación

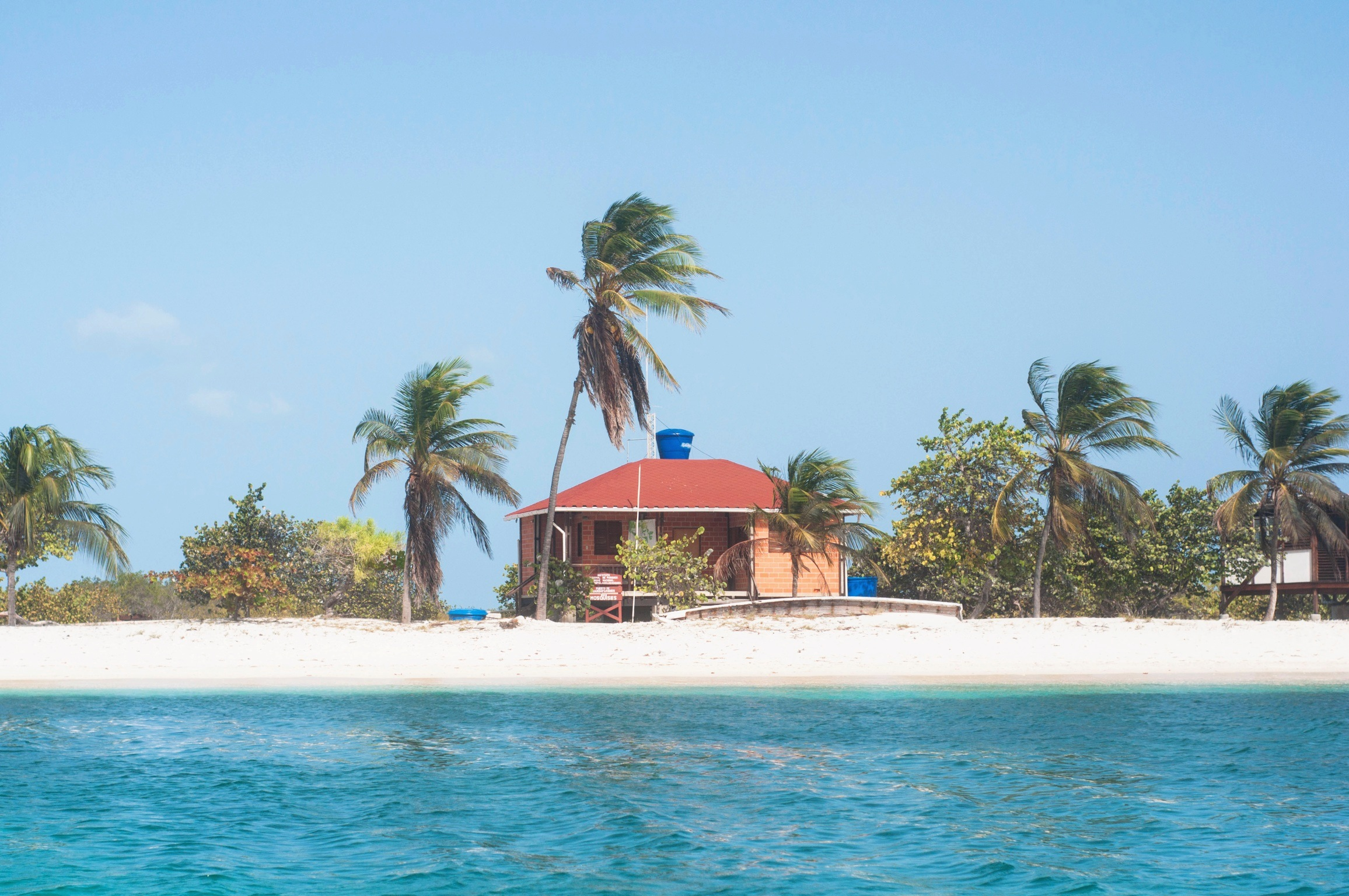
Vista de las estructuras en la islas

Se encuentran al norte de Venezuela, en el suroeste del Parque nacional Los Roques". Al norte de Cayo Sal y Cayo Pelona, al sureste de Cayo de Agua y Bequevé, y al suroeste de la Isla Gran Roque.

## Islas integrantes
Se trata de dos cayos o islas muy cercanos uno del otro:
- Dos Mosquises Norte (14 hectáreas)
- Dos Mosquises Sur (16 hectáreas)

## Estación de Investigación
El Cayo Dos Mosquises Sur, a diferencia de otros cayos de los Roques, posee la particularidad de albergar una Estación de Investigación de Biología Marina construida en el año 1976 y manejada por la Fundación Científica Los Roques. Además de contar con diversas instalaciones para la investigación, poseen un programa de crianza y protección de tortugas marinas, que hace que el cayo sea visitado por especialistas de varios lugares del mundo.
En la isla se mantiene  un programa educativo vigente para crear consciencia sobre la importancia de la conservación del ecosistema de Los Roques.